# شکم پا کون
شکم پا کون (به آلمانی: Bauch Beine Po) آهنگی از رپر آلمانی شیرین داوید است که در ۲۵ ژوئیهٔ ۲۰۲۴ منتشر شد. 
شکم پا کون در صدر جدول تک‌آهنگ های آلمان قرار گرفت. برای شیرین داوید، این هفتمین ترانهٔ شمارهٔ یک در آلمان به عنوان خواننده و ششمین ترانهٔ شمارهٔ یک در مقام ترانه‌سرا است.  به عنوان خواننده، او اولین هنرمند تکی در تاریخ است که هفت تک‌آهنگ شمارهٔ یک را در آلمان به دست آورده است . این تک‌آهنگ همچنین شش هفته در جایگاه اول باقی ماند. 
شکم پا کون همچنین در اتریش به رتبهٔ یک رسید، در حالی که در جدول تک‌آهنگ های سوئیس توانست به مقام سوم برسد.  برای داوید این آهنگ دومین تک‌آهنگ شمارهٔ یک در اتریش است.